# Samuel Short
Samuel Short (Albany Creek, 17 settembre 2003) è un nuotatore australiano, medaglia d'oro ai mondiali di Fukuoka 2023 nei 400 m sl.

## Palmarès
- Mondiali

Budapest 2022: argento nella 4x200m sl.
Fukuoka 2023: oro nei 400m sl, argento negli 800m sl, bronzo nei 1500m sl.
Singapore 2025: argento nei 400m sl.
- Giochi del Commonwealth

Birmingham 2022: oro nei 1500m sl e argento nei 400m sl.